# Jakob Wassermann
Jakob Wassermann (în ebraică יעקב וסרמן; n. 10 martie 1873, Fürth, Germania – d. 1 ianuarie 1934, Altaussee⁠(d), Stiria, Austria) a fost un scriitor și romancier german de origine evreiască.

## Biografie
Născut în Fürth, Wassermann a fost fiul unui negustor și a rămas orfan de mamă de la o vârstă fragedă. El a arătat de timpuriu un interes literar și a publicat frsgmente literare în ziare de mică importanță. Pentru că tatăl său era reticent în a-i sprijini ambițiile sale literare, el a început o scurtă perioadă de ucenicie cu un om de afaceri din Viena.
Și-a terminat serviciul militar la Würzburg. După aceea, el a locuit în sudul Germaniei și la Zürich. În 1894 s-a mutat la München. Aici a lucrat ca secretar și apoi ca redactor la ziarul Simplicissimus. În acest timp el i-a cunoscut pe scriitorii Rainer Maria Rilke, Hugo von Hofmannsthal și Thomas Mann.
În 1896 a publicat primul său roman, Melusine (numele său înseamnă „omul apelor” în germană, în timp ce un „Melusine” (sau „Melusina”) este un personaj din foclorul și legendele europene, un spirit feminin al apelor proaspete în râurile și izvoarele sacre).
Din 1898 a fost critic de teatru la Viena. În 1901 s-a căsătorit cu Julie Speyer, de care a divorțat în 1915. Trei ani mai târziu, el s-a căsătorit din nou cu Marta Karlweis.
După 1906, el a trăit alternativ la Viena sau la Altaussee in der Steiermark, unde a murit în 1934, după o boală gravă.
În 1926 a fost ales în Academia Prusacă de Arte. El a demisionat în 1933, evitând la limită excluderea sa de către naziști. În același an, cărțile sale au fost interzise în Germania din cauza originii sale evreiești.
Opera literară a lui Wassermann include poezii, eseuri, romane și povestiri. Cele mai importante lucrări ale sale sunt considerate romanul Der Fall Maurizius (1928) și autobiografia Mein Weg als Deutscher und Jude (1921), în care a discutat despre relația tensionată între identitățile germană și evreiască.
El a murit pe 1 ianuarie 1934, la casa lui din Alt-Aussee, Austria, în urma unui atac de cord.

## Lucrări
- Melusine (roman, 1896)

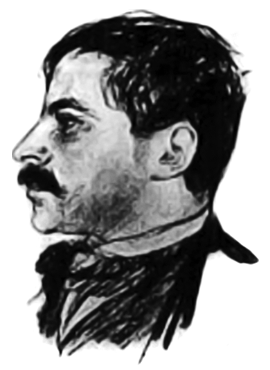
Jakob Wassermann în 1899
desen de Emil Orlik

- Die Juden von Zirndorf (titlu în limba engleză: The Dark Pelerinaj)  (roman, 1897)
- Schläfst du, Mutter?  (nuvelă, 1897)
- Die Geschichte der jungen Renate Fuchs (roman, 1900)
- Der Moloh (roman, 1902)
- Der niegeküsste Mund (povestiri, 1903)
- Die Kunst der Erzählung (eseu, 1904)
- Alexander von Babylon (roman, 1905)
- Donna Johanna von Castilien (povestiri, 1906)
- Die Schwestern (nuvele - Donna Johanna von Castilien, Sara Malcolm, Clarissa Mirabel  - 1906)
- Caspar Hauser oder Die Trägheit des Herzens (roman, 1908)
- Die Gefangenen auf der Plassenburg (povestire, 1909)
- Die Masken des Erwin Reiners (1910)
- Der goldene Spiegel (nuvelă, 1911)
- Geronimo de Aguilar (poveste, 1911)
- Faustina (povestire, 1912)
- Der Mann von vierzig Jahren (roman, 1913)
- Das Gänsemännchen (roman, 1915)
- Christian Wahnschaffe (roman, 1919) (traducere în limba engleză sub titlul: The World's Illusion)
- Die Prinzessin Girnara, Weltspiel und Legende (piesă de teatru, 1919)
- Mein Weg als Deutscher und Jude (autobiografie, 1921)
- Imaginäre Brücken (studii și eseuri, 1921)
- Sturreganz (povestire, 1922)
- Ulrike Woytich (roman, 1923)
- Faber, oder die verlorenen Jahre (roman, 1924)
- Laudin und die Seinen (roman, 1925)
- Das Amulett (nuvelă, 1926)
- Der Aufruhr um den Junker Ernst (nuvelă, 1926)
- Das Aur von Caxamalca (povestiri, 1928)
- Christoph Columbus (biografie, 1929)
- Selbstbetrachtungen (reflecții, 1931)
- Romanul trilogie:
  - Der Fall Maurizius (The Maurizius Case) (1928)
  - Etzel Andergast (publicat în SUA ca „Dr. Kerkhoven”) (1931)
  - Joseph Kerkhovens dritte Existenz (1934)